# Birds of a Feather (Billie Eilish)
Birds of a Feather è un singolo della cantante statunitense Billie Eilish, pubblicato il 2 luglio 2024 come secondo estratto dal terzo album in studio Hit Me Hard and Soft.

## Antefatti
Un'anteprima del brano è stata resa disponibile il 13 maggio 2024, venendo impiegato come colonna sonora nel trailer della terza stagione della serie televisiva di Netflix Heartstopper. Si tratta, insieme alla traccia Chihiro, di una delle due canzoni provenienti dell'album ad essere presentate prima della sua uscita.

## Descrizione

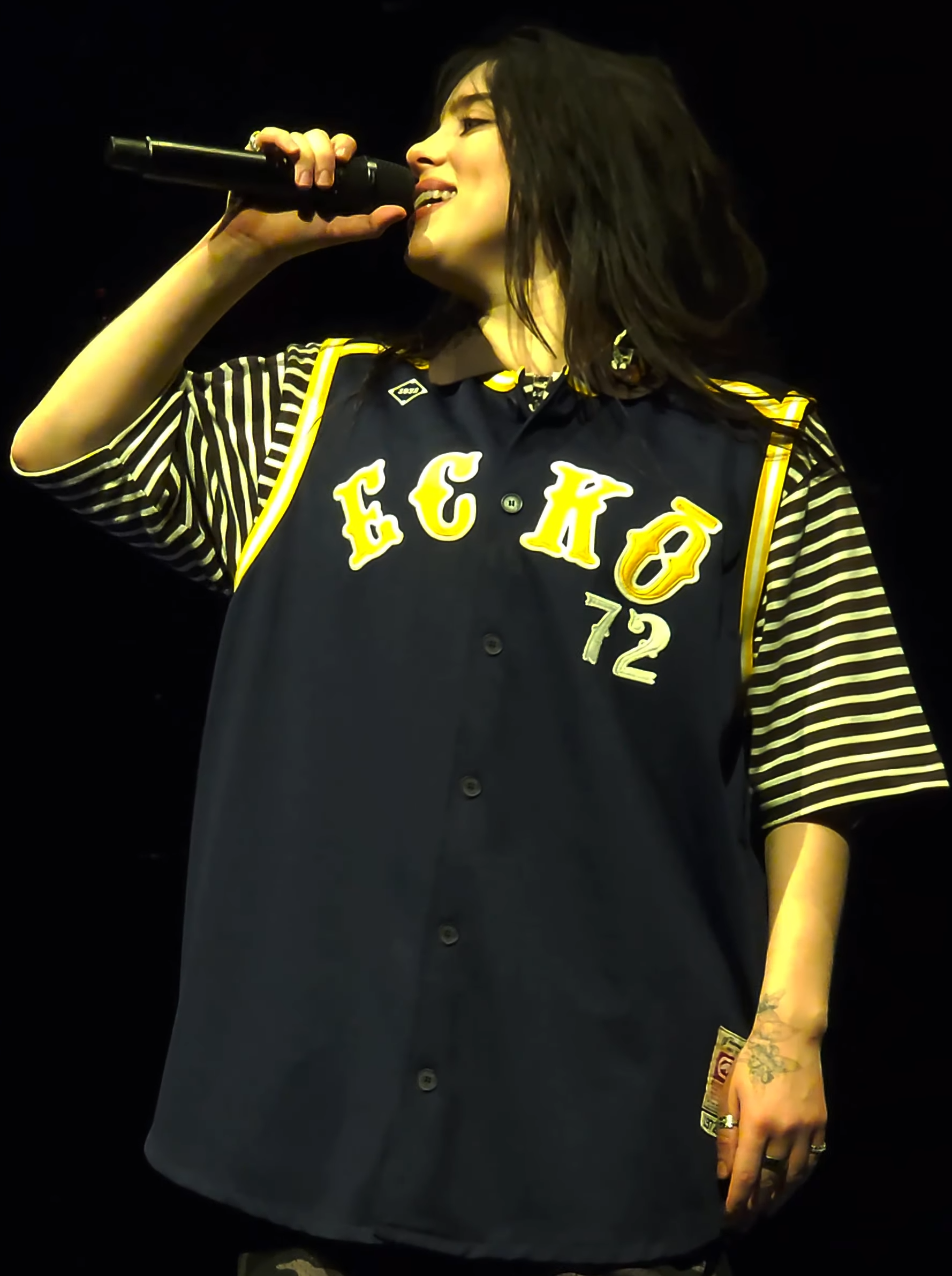
Billie Eilish mentre si esibisce sulle note di Birds of a Feather al Kia Forum di Inglewood durante il Hit Me Hard and Soft: the Tour nel dicembre 2024

Etichettato come un pezzo «frizzante neo-new wave», Birds of a Feather prende il titolo dal proverbio inglese "birds of a feather flock together". In un tono «emotivamente vulnerabile», Eilish esplora il tema dell'amore con una persona con la quale vuole restare assieme; tale sentimento che prova per la sua metà la porta alle lacrime, pregando questi di non finire la loro relazione.
In una intervista concessa ad Apple Music, Eilish ha rivelato che la canzone contiene il belt più alto della sua carriera.

## Classifiche

### Classifiche settimanali
| Classifica (2024-25) | Posizione massima |
| -------------------- | ----------------- |
| Arabia Saudita       | 5                 |
| Australia            | 5                 |
| Austria              | 14                |
| Belgio (Fiandre)     | 7                 |
| Belgio (Vallonia)    | 3                 |
| Bielorussia          | 53                |
| Brasile              | 32                |
| Canada               | 4                 |
| Corea del Sud        | 117               |
| Croazia              | 18                |
| Danimarca            | 12                |
| Emirati Arabi Uniti  | 1                 |
| Estonia              | 1                 |
| Filippine            | 2                 |
| Finlandia            | 28                |
| Francia              | 29                |
| Germania             | 23                |
| Grecia               | 3                 |
| Hong Kong            | 21                |
| Indonesia            | 2                 |
| Irlanda              | 4                 |
| Islanda              | 2                 |
| Israele              | 30                |
| Italia               | 35                |
| Kazakistan           | 55                |
| Lettonia             | 3                 |
| Libano               | 5                 |
| Lituania             | 1                 |
| Lussemburgo          | 2                 |
| Malaysia             | 1                 |
| Medio Oriente        | 2                 |
| Nuova Zelanda        | 4                 |
| Norvegia             | 8                 |
| Paesi Bassi          | 4                 |
| Panama               | 19                |
| Perù                 | 16                |
| Polonia              | 17                |
| Portogallo           | 3                 |
| Regno Unito          | 4                 |
| Repubblica Ceca      | 7                 |
| Romania              | 7                 |
| Russia               | 54                |
| Singapore            | 2                 |
| Slovacchia           | 10                |
| Spagna               | 42                |
| Stati Uniti          | 5                 |
| Sudafrica            | 3                 |
| Svezia               | 13                |
| Svizzera             | 6                 |
| Taiwan               | 25                |
| Thailandia           | 8                 |
| Ungheria             | 34                |

### Classifiche di fine anno
| Classifica (2024) | Posizione |
| ----------------- | --------- |
| Australia         | 6         |
| Austria           | 13        |
| Canada            | 13        |
| Danimarca         | 16        |
| Estonia           | 12        |
| Filippine         | 5         |
| Francia           | 44        |
| Germania          | 29        |
| Islanda           | 3         |
| Italia            | 98        |
| Nuova Zelanda     | 7         |
| Paesi Bassi       | 15        |
| Polonia           | 32        |
| Portogallo        | 7         |
| Regno Unito       | 7         |
| Stati Uniti       | 15        |
| Sudafrica         | 16        |
| Svezia            | 24        |
| Svizzera          | 12        |

## Riconoscimenti
| Anno | Premio                   | Categoria                                | Risultato   | Nota   |
| ---- | ------------------------ | ---------------------------------------- | ----------- | ------ |
| 2024 | MTV Video Music Awards   | Canzone dell'estate                      | Candidato/a | [ 79 ] |
| 2024 | MTV Europe Music Awards  | Miglior canzone                          | Candidato/a | [ 80 ] |
| 2024 | Musa Awards              | Canzone inglese internazionale dell'anno | Candidato/a | [ 81 ] |
| 2025 | Grammy Awards            | Registrazione dell'anno                  | Candidato/a | [ 82 ] |
| 2025 | Grammy Awards            | Canzone dell'anno                        | Candidato/a | [ 82 ] |
| 2025 | Grammy Awards            | Miglior interpretazione pop solista      | Candidato/a | [ 82 ] |
| 2025 | iHeartRadio Music Awards | Miglior testo                            | In attesa   | [ 83 ] |
| 2025 | Brit Awards              | Miglior canzone internazionale           | Candidato/a | [ 84 ] |